# Mantelgeschoss

Diverse Mantelgeschosse

Ein Mantelgeschoss ist ein Geschoss, das aus einem Kern (meist aus Blei, Hartmetall oder sogar Wolfram bzw. Plastik)  und einem Mantel aus einer härteren Metalllegierung aufgebaut ist. Der Mantel muss jedoch weicher als der Lauf sein. Manche Kleinkaliberbleigeschossarten sind nur äußerlich verkupfert. 
In früheren Zeiten sowie auch noch heute wird gerne das billige Blei als Material für Geschosse verwendet, sowohl für Schleudern als auch für Feuerwaffen.
Heutzutage wird das Blei meist in einen Mantel aus einer Kupferlegierung (z. B. Tombak) eingebracht, da bei Munition mit höherer ballistischer Leistung ein Bleigeschoss wegen seiner geringen Härte und der niedrigen Schmelztemperatur des Bleies dem Drall im Lauf nicht mehr folgen kann. Es würde durch den gezogenen Lauf getrieben, ohne in notwendige Rotation versetzt zu werden, wobei Teile seiner Oberfläche am Laufprofil abgeschert würden. Der Lauf würde "verbleien" und sich dadurch bei hoher Schussfolge im Kaliberdurchmesser unerwünscht verkleinern. Im Übrigen könnte ein Bleigeschoss nach Verlassen des Laufes den bei starken Patronen üblichen hohen Drehzahlen nicht widerstehen und könnte, bedingt durch die Zentrifugalkraft, im Flug zerplatzen. Außerdem ist Munition mit Mantelgeschossen natürlich unempfindlicher im Umgang als solche mit reinen Bleigeschossen.